# Comte de Tyrone

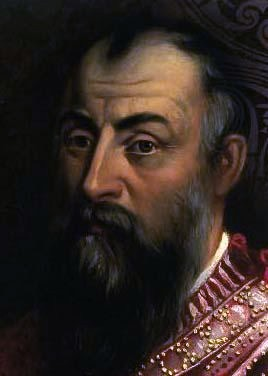
Hugh Ó Neill, second comte de Tyrone.

Le comte de Tyrone est un titre de la pairie d'Irlande, qui fut créé plusieurs fois.
Il fut créé la première fois en 1542 pour le chef du clan O'Neill, le O'Neill Mór, Conn Bacach O'Neill, qui se soumit au roi Henri VIII d'Angleterre, et fut récompensé par le titre de comte. Une ordonnance fut signée par la reine Élisabeth Ire en faveur d'un fils de Conn, Shane O'Neill, qui est considéré par certains comme le second comte de Tyrone. Pourtant, étant entré en rébellion contre le pouvoir anglais, il fut tué avant que le titre lui fût conféré. Le titre fut finalement attribué en 1587 au petit-fils de Conn, Hugh O'Neill, qui devint donc officiellement le 2e comte de Tyrone. Ce dernier fut déchu de son titre en 1608, après la Fuite des comtes. La version anglo-irlandaise du titre tomba en désuétude en 1616, lorsque Hugh mourut à Rome. La version O'Neill du titre devint alors une création espagnole, en raison de la longue participation de la famille aux armées des Pays-Bas, du Portugal et d'Espagne.
Le titre anglais fut de nouveau créé en 1673 pour Richard Power, et il s'éteignit à la mort du troisième comte en 1704. Il fut créé une dernière fois en 1746 pour Marcus Beresford, qui était le beau-fils du dernier comte Power. Son fils fut créé marquis de Waterford en 1789, et depuis le titre est devenu un titre subsidiaire des Waterford.
Le titre se poursuivit pour la famille O'Neill par une création pour les Pays-Bas espagnols en 1621, quand Patrick O'Neill, le fils cadet de Sean O'Neill (fils aîné du comte Hugh O'Neill), reçut son titre de courtoisie de l'infante Isabelle d'Espagne.

## Comtes de Tyrone, première création (1542)
- Conn O'Neill, 1er comte de Tyrone, (vers 1484-1559)
- Hugh O'Neill, 2e comte de Tyrone, (vers 1550-1616)
- Sean O'Neill (en), 3e comte de Tyrone, † 1641
- Hugh Eugene O'Neill, 4e comte de Tyrone, 1633-1650
- Hugh Dubh O'Neill (en), 5e comte de Tyrone, 1610-1650
- Hugo O'Neill, 6e comte de Tyrone, † 1667 (petit-fils du général Owen Roe O'Neill)
- Brian Roe O'Neill, 7e comte de Tyrone, 1616-1685

## Barons Power (13 septembre 1535)
- Richard Power (en), 1er baron Power, († 1539)
- Piers Power, 2e baron Power, († 1545)
- John Power, 3e baron Power, (1516-1592)
- Richard Power, 4e baron Power, († 1607)
- John Power, 5e baron Power, (vers 1599-1661)
- Richard Power (en), 1er comte de Tyrone, 6e baron Power, (créé comte de Tyrone et vicomte Decies en 1673)

## Comtes de Tyrone, seconde création (1673)
avec les titres subsidiaires Vicomte Decies (1673) et Baron Power (1535)
- Richard Power (en), 1er comte de Tyrone, (1630-1690)
- John Power, 2e comte de Tyrone, (vers 1665-1693)
- James Power (en), 3e comte de Tyrone, (1667-1704) (héritier sous mort civile, déchu en 1704)

## Comtes de Tyrone, troisième création (1746)
- Marcus Beresford, 1er comte de Tyrone, (1694-1763)
- George de La Poer Beresford, 1er marquis de Waterford, 2e comte de Tyrone (1735-1800), créé marquis de Waterford in 1789
- pour les comtes suivants, voir Marquis de Waterford (en)

## Sources
- Annales des quatre maîtres;
- T. W. Moody, F. J. Byrne, F. X. Martin, A New History of Ireland, Oxford University Press, 2005,  (ISBN 0-1982-1745-5) ;
- Calendar of State Papers of Ireland;
- The Ancient and Royal Family of O'Neill;
- The Great O'Neill;
- The Patent Rolls of Queen Elizabeth and King James I;
- The Ancient and Royal Family of O'Neill;
- Burke's Peerage;